# Gorc Młynieński
Gorc Młynieński – duża polana na południowo-wschodnich stokach Gorca w Gorcach. Zajmuje górną część odchodzącego od Gorca grzbietu Strzelowskie, wraz z górną częścią jego stoków opadających do dolin potoków po obydwu jego stronach; potoku Młynne i Potoku Gorcowego. Na mapie Geoportalu po jej północno-wschodniej stronie opisana jest druga, zarastająca lasem polana Jagiełłówki (jej nazwa pochodzi od nazwy osiedla Jagiełły położonego w dolinie potoku Młynne).
Gorc Młynieński dawniej był dużą halą pasterską. Rozciągają się z niej szerokie widoki obejmujące większą część horyzontu. Obecnie dawno już nieużytkowana hala stopniowo zarasta borówczyskami i lasem. Nie prowadzi nią żaden znakowany szlak turystyczny, jednak od polany Gorc Kamienicki przez Gorc Młynieński do Hal Podgorcowych biegnie wyraźna droga.
Gorc Młynieński należy Ochotnicy Dolnej w województwie małopolskim, w powiecie nowotarskim, w gminie Ochotnica Dolna. W 2015 r. gmina Ochotnica Dolna w ramach szerszego programy budowy wież widokowych i tras rowerowych wykonała i oznakowała nowe szlaki turystyki rowerowej i narciarskiej. Na Gorcu Młynieńskim wybudowano drewniany ołtarz polowy oraz zamontowano ławki dla turystów i grill.

## Szlaki turystyczne
przełęcz Wierchmłynne – Do Jacka – Wierch Lelonek – Tokarka – Wierch Bystrzaniec – Gorc. Długość 3,6 km.

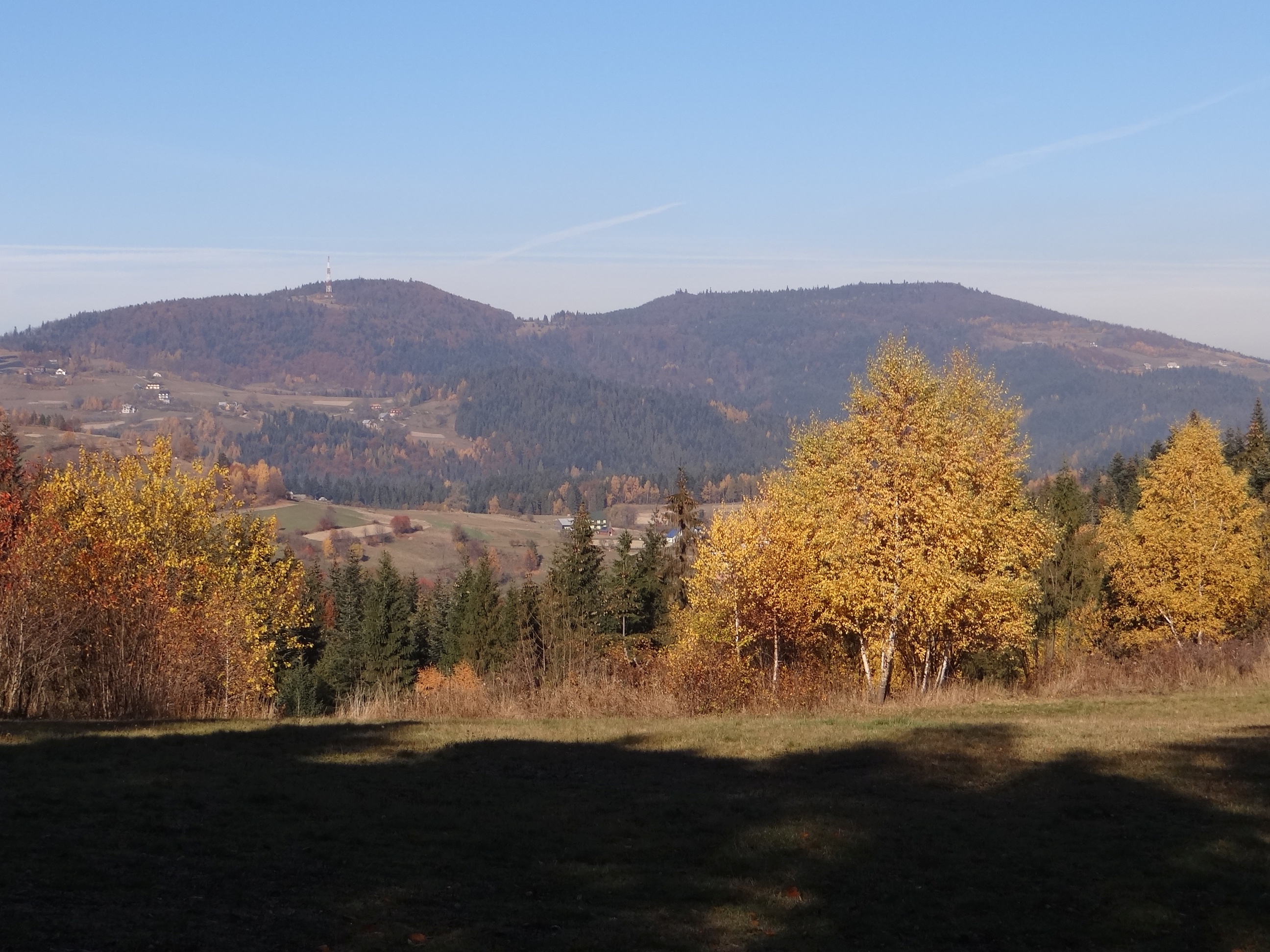
Widok z polany na Kiczorę Kamienicką i Wielki Wierch

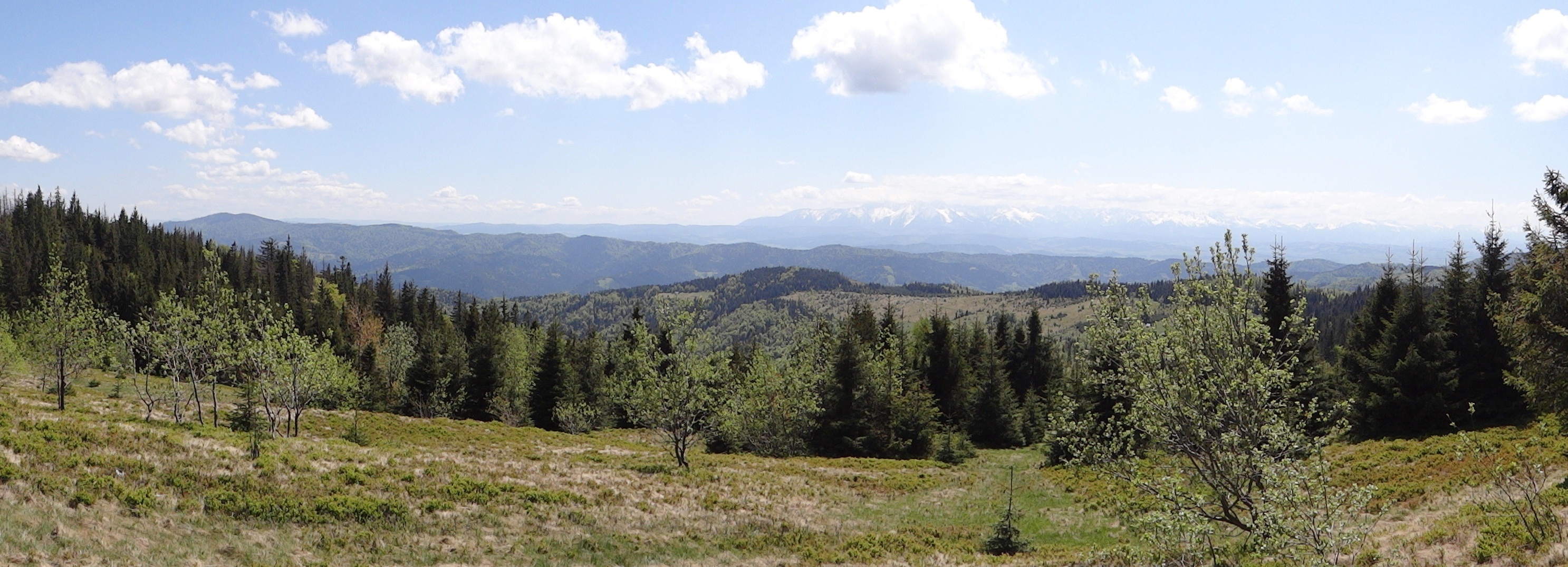
Gorc Młynieński i panorama na południową stronę

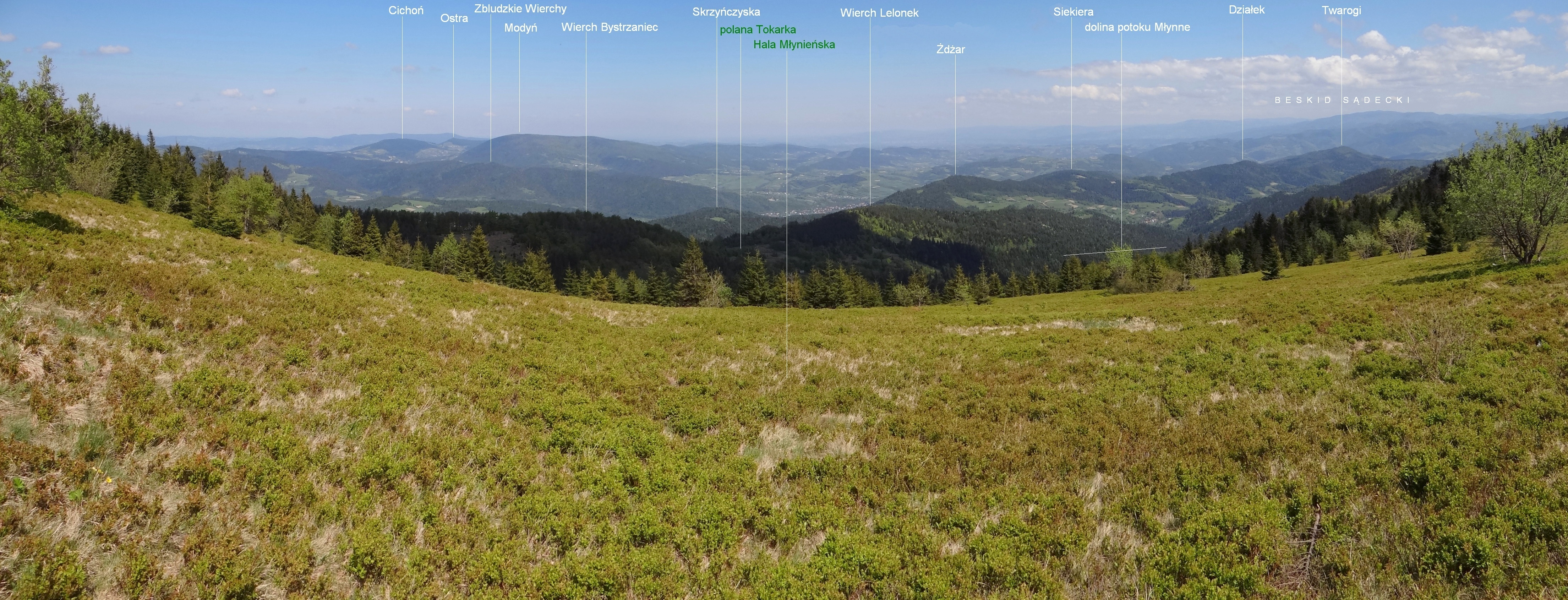
Gorc Młynieński i panorama na północną stronę